# Acer macrocarpum
Acer macrocarpum é uma espécie de árvore do gênero Acer, pertencente à família Aceraceae.